# Робертсон, Кимми
Ки́мми Ро́бертсон (англ. Kimmy Robertson; род. 27 ноября 1954, Голливуд) — американская актриса кино и телевидения, наиболее известная по роли Люси Моран в сериале «Твин Пикс» и его продолжении.

## Биография
Кимми Робертсон родилась 27 ноября 1954 года в Голливуде. Изначально она избрала себе карьеру балерины, но позже стала актрисой. Благодаря своему высокому голосу часто озвучивает мультфильмы. Помимо работ в кино и на телевидении в 1990 году приняла участие в озвучивании отдельных не-музыкальных частей альбома англ. Back from Rio Роджера Макгинна (англ. Roger McGuinn).

## Избранная фильмография
- 1982 — Последний девственник Америки / The Last American Virgin — Роуз
- 1988 — Уэбстер / Webster — Кики (в одном эпизоде)
- 1988, 1992 — Идеальные незнакомцы / Perfect Strangers — разные роли (в двух эпизодах)
- 1989 — Дорогая, я уменьшил детей / Honey, I Shrunk the Kids — Глория Форрестер
- 1989 — Женаты… с детьми / Married… with Children — Молли (в одном эпизоде)
- 1989 — Русалочка / The Little Mermaid — Алана (в титрах не указана)
- 1990 — Невероятные приключения Билла и Теда / Bill & Ted’s Excellent Adventures — различные персонажи
- 1990 — Школа Грейвдейл / англ. Gravedale High — Дазер (в тринадцати эпизодах)
- 1990—1991 — Твин Пикс / Twin Peaks — Люси Моран, секретарша в приёмной департамента шерифа (в двадцати девяти эпизодах)
- 1991 — / англ. ABC Weekend Special — Эмма Шприц (в одном выпуске)
- 1991 — Ни слова маме о смерти няни / Don’t Tell Mom the Babysitter’s Dead — Кэти
- 1991 — Байки из склепа / Tales from the Crypt — Лиза (в одном эпизоде)
- 1991 — Красавица и Чудовище / Beauty and the Beast
- 1992 — Рыбья полиция / Fish Police — Донна (в одном эпизоде)
- 1992 — Симпсоны / The Simpsons — Саманта Стэнки, ученица (в эпизоде Bart’s Friend Falls in Love[1])
- 1992 — Твин Пикс: Сквозь огонь / Twin Peaks: Fire Walk with Me — Люси Моран, секретарша в приёмной департамента шерифа (сцены удалены[2])
- 1992 — Бэтмен / Batman: The Animated Series — Элис Плизанс (в одном эпизоде)
- 1992 — Русалочка / The Little Mermaid — Алана (в двух эпизодах)
- 1994 — Критик / англ. The Critic — разные роли (в двух эпизодах; в титрах не указана)
- 1994 — Лепрекон 2: Одна свадьба и много похорон / Leprechaun 2 — подруга туриста
- 1994—1996 — Тик-герой / The Tick — Дот (в шести эпизодах)
- 1995 — Скорая помощь / ER — Арлена (в одном эпизоде)
- 1996 — Эллен / Ellen — Брэнди (в двух эпизодах)
- 1997 — Скорость 2: Контроль над круизом / Speed 2: Cruise Control — Лиза
- 1998 — Вне веры: Правда или ложь / англ. Beyond Belief: Fact or Fiction — секретарша (в одном эпизоде)
- 1998 — Волшебный мир Белль / англ. Belle's Magical World — Фифи
- 1999 — Бэтмен будущего / Batman Beyond — Марго (в одном эпизоде)
- 1999 — Стюарт Литтл / Stuart Little — зрительница на гонках
- 1999—2000 — Пеппер Энн / англ. Pepper Ann — Гвен Меззроу (в трёх эпизодах)
- 2001 — Мышиный дом / Disney’s House of Mouse — Физер Дастер (в одном эпизоде)
- 2003 — Фирменный рецепт / Becker — Дорис (в одном эпизоде)
- 2004 — Дрейк и Джош / Drake & Josh — миссис Галлоуэй (в одном эпизоде)
- 2017 — Твин Пикс / Twin Peaks — Люси Бреннан (в десяти эпизодах)